# Östra Skogsträsket
Östra Skogsträsket är en sjö i Kalix kommun i Norrbotten och ingår i Kalixälven-Töreälvens kustområde. Sjön har en area på 0,0434 kvadratkilometer och ligger 12,1 meter över havet.

## Delavrinningsområde
Östra Skogsträsket ingår i det delavrinningsområde (731902-183710) som SMHI kallar för Mynnar i havet. Medelhöjden är 11 meter över havet och ytan är 29,89 kvadratkilometer. Det finns inga avrinningsområden uppströms utan avrinningsområdet är högsta punkten. Avrinningsområdets utflöde Idbäcken mynnar i havet. Avrinningsområdet består mestadels av skog (63 procent) och sankmarker (12 procent). Avrinningsområdet har 0,13 kvadratkilometer vattenytor vilket ger det en sjöprocent på 0,4 procent. Bebyggelsen i området täcker en yta av 1,74 kvadratkilometer eller 6 procent av avrinningsområdet.